# Teleologie
Teleologie (limba greacă τελεολογία, compus din τέλος, télos – scop și λόγος, lógos – învățătură) este o teorie, un studiu sau un discurs care are în vedere finalitatea lucrurilor și a ființelor în natură.
Termenul „teleologie” a fost folosit pentru prima oară de filosoful german Christian Wolff în lucrarea sa Philosophia rationalis sive logica, publicată în 1728.
Scopul este unul din termenii cheie în discuțiile teleologice. Care este scopul existenței omului? Cu ce scop am fost creați? sunt două posibile întrebări care pot primi un răspuns printr-o teorie teleologică. 
```
 O obiecție adusă teoriilor teleologice se referă la faptul că ele nu exprimă legile pe care trebuie să le respecte o acțiune pentru a fi considerată și nici nu stabilesc un context social universal valabil în care orice acțiune, indiferent de conținut, să aibă valoare morală.
```